# Nijmeegs Studentenkoor Alphons Diepenbrock
Der Nijmeegs Studentenkoor Alphons Diepenbrock (NSKAD) ist ein Universitätschor aus Nijmegen, Niederlande. Er hat ein klassisches Repertoire und hat sich zum Ziel gesetzt, die Mitglieder möglichst viele verschiedene Arten klassischer Musik verschiedener Epochen kennenlernen zu lassen. Pro Jahr gibt der NSKAD mindestens zwei Konzerte in Nijmegen und Umgebung. Darüber hinaus trägt der Chor regelmäßig mit einer zusätzlichen Aufführung zu den Feierlichkeiten zum "Dies Natalis" der Radboud Universiteit bei.
Seit Oktober 2007 steht der NSKAD unter der Leitung von Hans de Wilde und hat zurzeit ca. 70 aktive Mitglieder (2012).

## Geschichte
Im Jahre 1937 wurde in Nijmegen die Vereinigung 'Alphons Diepenbrock' gegründet, die einen Chor und ein Orchester umfasst. Der Namensgeber dieser Vereinigung ist der niederländische Komponist Alphons Diepenbrock. Max Prick van Wely trat das als erster das Amt des Dirigenten an. Während des Zweiten Weltkrieges verschwand die Vereinigung, nach dem Krieg wurde jedoch die "Studenten Muziekvereniging Dr. Alphons Diepenbrock" gegründet.
1952 wurde das Orchester unabhängig und nannte sich Nijmeegs Studentenorkest Collegium Musicum Carolinum (CMC). Der Chor änderte seinen Namen in "Nijmeegs Gemengd Studentenkoor 'Dr. Alphons Diepenbrock". Sowohl Chor als auch Orchester standen unter der Leitung von Pater Ben Kahmann. 1963 wurde das Wort "Gemengd" (gemischt) aus dem Namen gestrichen, 1969 verschwand auch der Titel "Dr."
Der NSKAD führte im April 1956 die niederländische Premiere von The Fairy-Queen von Henry Purcell auf. Dabei handelte es sich um eine Kooperation zwischen NSKAD, dem Studentenorchester CMC und der klassischen Tanzcompagnie Les Précieuses Ridicules. 1964 war der "Nijmeegs Studentenkoor" mehrmals zu hören in der Radiosendung des KRO U hebt voorrang. 1966 wurde an einer Radioaufnahme für AVRO mitgewirkt, die später als Langspielplatte herausgegeben wurde. Darauf wird u. a. Geldeloss, je doet me pijn von Joop Voorn aufgeführt, das dem NSKAD gewidmet ist. Zum Anlass des 30. Jubiläums 1967 ging der Chor in Premiere mit dem (ebenfalls ihm und seinem Dirigenten gewidmetem) Quattuor Antiphonae Finales von Anton van Deursen.
Am 2. September 1967 wirkte der NSKAD unter Leitung von Pater Kahmann mit am Taufgottesdienst für Prinz Willem-Alexander. Zum Anlass des 35. Jubiläums 1972 wurde die Weltpremiere von Den spieghel der Salicheit van Elckerlyck studente von Kahmann mit Texten von Guus Pikkemaat aufgeführt. Zum 50. Jubiläum der Radboud Universiteit Nijmegen 1974 arbeitete der Chor mit an der Aufführung des Werkes Il Principe von Louis Andriessen.
1981 trat der Chor auf mit Kortsluiting, einer extra für den NSKAD geschriebenen Oper von Hans Glas, nach Gedichten von Paul van Ostaijen. Zum Jubiläum 1997 wurde in Zusammenarbeit mit dem CMC das Werk Denkens aan Holland vom niederländischen Komponisten Theo Hoek zu Gehör gebracht. Während des Jubiläumskonzerts 2007 wurde die niederländische Premiere der Missa Solemnis in E von Luigi Cherubini aufgeführt. 
Der Chor wurde im Laufe der Zeit geleitet von Max Prick van Wely (1937–1939), C. Ingen-Housz (1948–1949), Jack van der Zand (1949–1953), pater Ben Kahmann (1953–1974), Kees Stolwijk (1974–1989), Ulrike Heider (1989–1996), Pauli Yap (1996–2001), Gijs Leenaars (2001–2006), Patrick Pranger (2006–2007) und Hans de Wilde (seit Oktober 2007).

## 75. Jubiläum
2012 feierte der NSKAD sein 75-jähriges Bestehen. Dieses 15. Lustrum wurde mit einem Konzert im Concertgebouw de Vereeniging eröffnet, mit Dona Nobis Pacem von Ralph Vaughan Williams und der Messe von Igor Stravinsky. Darüber hinaus wurde Il Principe von Louis Andriessen gesungen, genau 37,5 Jahre nach der ersten Aufführung (zu dem Zeitpunkt genau auf der Hälfte der Geschichte des Chores).
Außerdem führte der Chor einen Austausch mit dem Studentenorchester SymfUni aus Kopenhagen durch, wodurch sowohl in Dänemark als auch in den Niederlanden im Mai und Juni 2012 Konzerte gegeben wurden, bei denen das Te Deum von Antonín Dvořák und Elverskud vom dänischen Komponisten Niels Gade auf dem Programm standen. 